# Sezze
Sezze és un municipi italià, situat a la regió de Laci i a la província de Latina. L'any 2008 tenia 23.852 habitants.

## Història
Durant l'època romana s'anomenava Sètia (en llatí: Setia, en grec antic: Σητία), i se situava als contraforts de la banda sud de les muntanyes dels volscs entre Norba i Privernum. És probable que inicialment fos una ciutat dels llatins que Dionís d'Halicarnàs inclou dins de les 30 ciutat de la primera Lliga Llatina, però després va passar a mans dels volscs.
No se'n fa menció fins a l'any 392 aC, quan els romans hi van establir una colònia que uns anys després va ser reforçada per un nou cos de colons. En aquest moment era el punt més avançat del domini dels romans en aquella direcció i tocava al territori dels privernats (privernates, de Privernum), un poble encara poderós, amb el qual els colons es van haver d'enfrontar. Van saquejar Sètia i també Norba, però els privernats van ser derrotats poc després pels romans, que els van castigar severament, i des de llavors Sètia va tenir tranquil·litat, però pocs anys després, el 340 aC, la ciutat va ser una de les capdavanteres a la guerra llatina, i el seu cap, Luci Anni va ser un dels dirigents dels llatins.
Després de la guerra va ser una colònia llatina i una de les que durant la Segona Guerra Púnica es va declarar incapacitada per pagar els tributs i proveir els subministraments de gra i homes deguts a Roma. Per això va ser castigada al final de la guerra i se li van imposar taxes especials. Els ostatges cartaginesos entregats després de la guerra es van situar en aquesta ciutat per la seva forta posició i una mica apartada.
L'any 189 aC va ser el centre d'una revolta d'esclaus, reprimida amb energia pel pretor Luci Corneli Mèrula. Després no torna a ser esmentada fins a la guerra civil entre Mari i Sul·la quan aquest darrer la va ocupar després d'un setge l'any 82 aC.
Durant la República i després, durant l'Imperi va ser un municipi important, i era coneguda pels seus vins que Marc Valeri Marcial i Juvenal esmenten com dels més apreciats. Segons Plini el Vell, va ser l'emperador August qui els va posar de moda. El Liber Coloniarum diu que Sètia va rebre una colònia sota el triumvirat i probablement va portar el títol de colònia però Plini el Vell no ho menciona ni apareix a cap inscripció.
D'aquesta època en queden algunes restes bàsicament les muralles i restes d'un amfiteatre.